# Volk und Wissen Verlag
Der Volk-und-Wissen-Verlag (Eigenschreibweise Volk und Wissen Verlag (VWV)) ist ein deutscher Verlag, der bis zur deutschen Wiedervereinigung als Volk-und-Wissen Volkseigener Verlag Berlin nahezu alle Schulbücher in der DDR verlegte. Er gehörte zu den Herausgebern der Mathematischen Schülerbücherei. Im Jahr 1991 übernahm der Cornelsen-Verlag Volk und Wissen mit vielen angestammten Mitarbeitern. Eine weitere Fusion erfolgte 1995 mit dem Kamp-Verlag.

## Geschichte

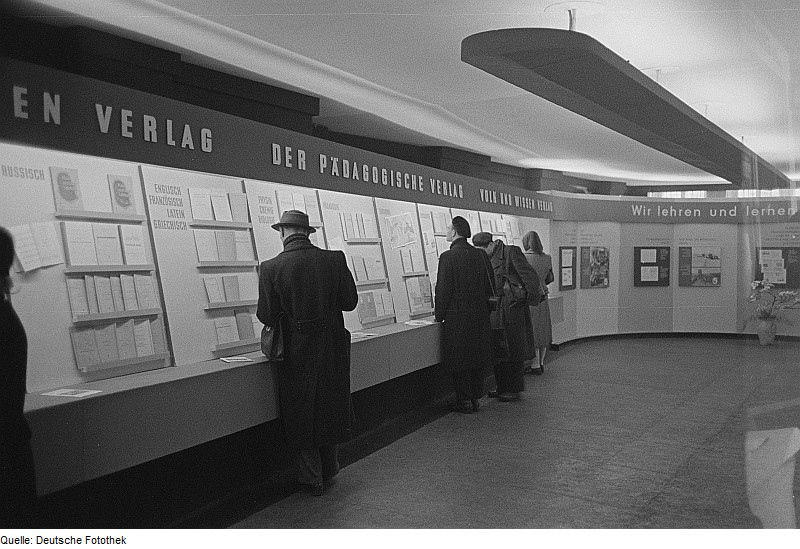
Stand von Volk und Wissen bei der Leipziger Buchmesse 1951

Gegründet wurde der Verlag am 12. Oktober 1945 auf Initiative der SMAD. Er brachte neben den Schulbüchern für alle Bezirke der DDR auch die Fachzeitschriften Kunsterziehung. Zeitschrift für Lehrer und Jugenderzieher, Die Neue Schule und Neue Erziehung im Kindergarten heraus. Heinrich Deiters, Wilhelm Heise und Erwin Marquardt begründeten 1947 die Pädagogische Bibliothek des Verlages. Cheflektor von 1946 bis 1958 war Hans Friedrich (I.M.) Lange (1891–1972) (selbst Autor von Büchern). Chefredakteurin war u. a. Doris Wetterhahn. Im Jahre 1951 wurde der ehemalige Volksbildungsminister des in Auflösung begriffenen Landes Brandenburg in der DDR Fritz Rücker (1892–1974) Leiter bzw. stellvertretender Leiter der Hauptdirektion und ab 1952 Leiter der Hauptabteilung Pädagogik des Verlages Volk und Wissen sowie von 1956 bis 1959 Pädagogischer Direktor. Ab 1957 war Günter Wolff künstlerischer Leiter des Verlags.

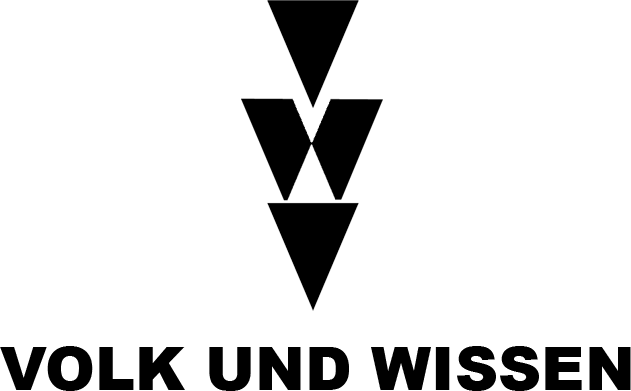
Altes Logo des Volk-und-Wissen Verlages

Der Verlag war dem Ministerium für Volksbildung unterstellt, das auch die Druckgenehmigungen für Schulbücher erteilte. 1989/90 arbeiteten 470 Mitarbeiter im Haus, davon etwa die Hälfte im redaktionellen Bereich. Es erschienen über 500 Titel im Jahr (1.100 waren insgesamt lieferbar, 25 bis 30 Mio. Exemplare wurden jedes Jahr ausgeliefert), womit der Verlag als größter der Branche galt. Der Umsatz lag (wegen der niedrigen Preise) bei 28 Mio. Mark der DDR. Die friedliche Revolution 1989/90 brachte dem Verlag den größten Auftrag seiner Geschichte. Da die bestehenden (ebenfalls vom Volk-und-Wissen-Verlag produzierten) Schulbücher durchgängig die Ideologie der SED vertraten und daher nach der Umwandlung des Bildungssystems der DDR nicht mehr verwendbar waren, wurden 1990 insgesamt 26,5 Millionen Schulbücher mit neutralen Darstellungen gedruckt. Vorhandene Bestände alter Schulbücher wurden makuliert.
Im Frühjahr 1991 erfolgte die Privatisierung durch die Cornelsen-Verlagsgruppe, die Gruppe trat nun unter der Bezeichnung Cornelsen. Volk und Wissen auf dem Markt auf. Der Verlag gehört seitdem zu den größten Schulbuchverlagen in Deutschland und ist Marktführer in den fünf neuen Bundesländern. 1995 erwarb Cornelsen den nordrhein-westfälischen Kamp-Schulbuchverlag, der nachfolgend in Volk und Wissen/Kamp Verlag umbenannt wurde.
Volk-und-Wissen wurde als Verlagsmarke des Cornelsen-Verlages beibehalten, zu denen weitere Verlagsmarken gehören. Geschäftssitze der Holding befinden sich in Berlin, München und Mülheim an der Ruhr.
2004 erfolgte die räumliche Integration des Verlages in den Cornelsen-Verlag, seitdem arbeiten beide Verlage gemeinsam in Berlin-Wilmersdorf. Das bisher in Berlin-Mitte genutzte Gebäude wurde von der Simbabwischen Botschaft bezogen.
Das Verlagsprogramm umfasst Schulbücher und weitere Bildungsmedien für fast alle Schulformen und Unterrichtsfächer in Deutschland.
Im Jahr 2019 verbot das Sächsische Bildungsministerium die Verwendung des Themenaufgabenheftes Naturwissenschaften: Biologie, Chemie, Physik – Farben. Das 1998 vom Volk und Wissen/Kamp Verlag herausgegebene Werk enthielt rassistische Formulierungen wie negrid, europid und mongolide Rassekreise, war aber seit einigen Jahren nicht mehr im Buchhandel verfügbar.

## Ehemaliges Gebäude

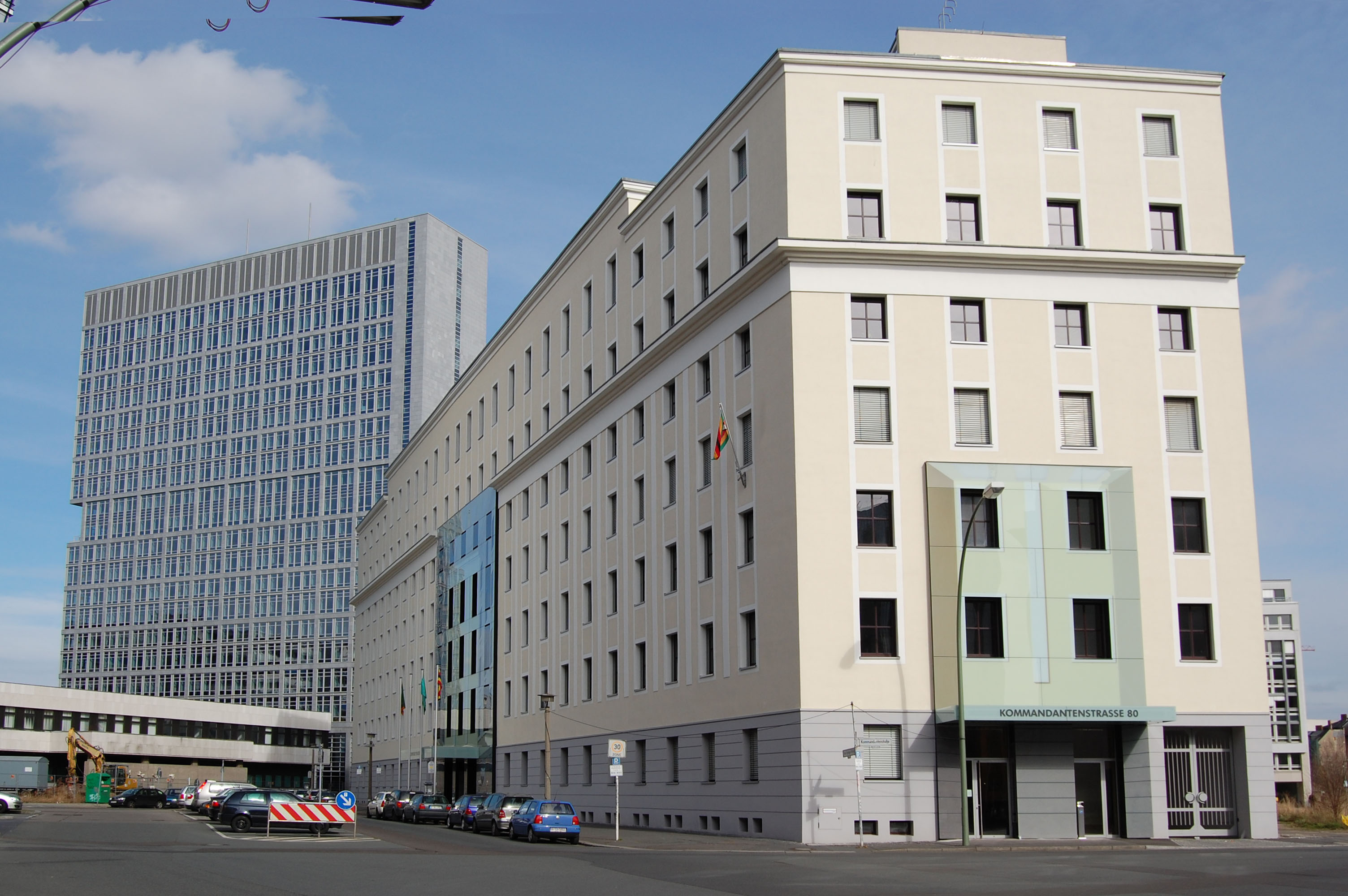
Bis 2004 Sitz des Verlages

Der Baubeginn für das Verlagshaus Volk und Wissen lag bereits vor dem Zweiten Weltkrieg. Dabei war der U-förmige Grundriss des Gebäudes durch die Lage an der Kommandantenstraße, der damaligen Lindenstraße sowie der Beuthstraße bedingt. Es waren sechs Stockwerke mit Unterkellerung geplant, wobei das sechste Stockwerk mit Dachgeschoss gegenüber der Hauptfassade zurückgesetzt werden sollte, jedoch wurde das Gebäude kriegsbedingt nicht vollendet. Nach dem Ende des Zweiten Weltkriegs wurde sukzessive weitergebaut. Das Gebäude befand sich seit 1961 im Grenzgebiet zwischen Ost- und West-Berlin, wobei der Flügel an der Kommandantenstraße sogar in den Grenzstreifen an der Berliner Mauer hineinreichte. Ein Rest des Grenzsignalzauns ist an dem Gebäude erhalten geblieben.
Der Verlag Volk und Wissen übernahm das Gebäude 1952 als Eigentümer und führte den Bau 1953 mit der Fertigstellung des ersten und zweiten Obergeschosses weiter. Bis 1958 konnte der Bau des Seitenflügels an der Beuthstraße bis zum vierten Obergeschoss abgeschlossen werden. Erst 1975 wurde auch dieser Flügel durch den Architekten Werner Ebel vollendet.
Nach der deutschen Wiedervereinigung wurde 1994 die Fassade des Gebäudes durch Waldemar Poreike (1927–2014) neu gestaltet, wobei die mittleren fünf Achsen zur Betonung des Portalbereichs leicht vorgewölbt wurden. Oberhalb des vierten Stockwerks wurde zudem ein Gesims gezogen, welches im zentralen Bereich stärker ausgeführt wurde.

## Ehrungen
- 1965 erhielt der Verlag den Vaterländischen Verdienstorden in Gold.[13]
- Mehrere Bücher des Verlags wurden im Wettbewerb Schönste Bücher der DDR ausgezeichnet
- Die Stiftung Buchkunst aus Frankfurt a. M. hat etliche vom VWV herausgegebene Bücher im Rahmen eines Wettbewerbs mit dem Titel Die schönsten deutschen Bücher ausgezeichnet.[10]